# Qubits de fluxo
Na computação quântica, mais especificamente na computação quântica supercondutora, os qubits de fluxo (também conhecidos como qubits de corrente persistente) são laços de metal supercondutores com tamanho micrométrico interrompidos por uma série de junções de Josephson. Esses dispositivos funcionam como bits quânticos. O qubit de fluxo foi proposto pela primeira vez por Terry P. Orlando et al. no MIT em 1999 e fabricado pouco depois. Durante a fabricação, os parâmetros da junção Josephson são projetados de forma que uma corrente persistente flua continuamente quando um fluxo magnético externo é aplicado. Apenas um número inteiro de quantas de fluxo é permitido penetrar no anel supercondutor, resultando em correntes supercondutoras (tipicamente 300 nA) no sentido horário ou anti-horário mesoscópicas na alça para compensar (filtrar ou aumentar) um viés de fluxo externo não inteiro. Quando o fluxo aplicado através da área do laço está próximo de um número inteiro e meio de quanta de fluxo, os dois estados de energia mais baixa do laço serão uma superposição quântica das correntes no sentido horário e anti-horário. Os dois estados de energia mais baixa diferem apenas pela fase quântica relativa entre os estados de direção de corrente compostos. Estados de energia mais altos correspondem a correntes persistentes muito maiores (macroscópicas), que induzem um quantum de fluxo adicional ao laço do qubit, sendo assim bem separados energeticamente dos dois estados de energia mais baixa. Essa separação, conhecida como critério de "não linearidade do qubit", permite operações apenas com os dois estados de energia mais baixa, criando efetivamente um sistema de dois níveis. Geralmente, os dois estados de energia mais baixa servirão como base computacional para o qubit lógico.
As operações computacionais são realizadas pulsando o qubit com radiação de frequência de micro-ondas, que tem uma energia comparável à lacuna entre a energia dos dois estados de base, semelhante a RF-SQUID. A duração e a intensidade do pulso selecionados adequadamente podem colocar o qubit em uma superposição quântica dos dois estados de base, enquanto pulsos subsequentes podem manipular a ponderação de probabilidade de que o qubit seja medido em qualquer um dos dois estados de base, realizando assim uma operação computacional.

## Fabricação
Qubits de fluxo são fabricados usando técnicas similares às usadas para microeletrônica. Os dispositivos geralmente são feitos em pastilhas de silício ou safira usando litografia por feixe de elétrons e processos de evaporação de filmes finos metálicos. Para criar as junções Josephson, normalmente é utilizada uma técnica conhecida como evaporação em sombra; isso envolve evaporar o metal de origem alternadamente em dois ângulos através da máscara definida pela litografia no resistência de feixe de elétrons. Isso resulta em duas camadas sobrepostas do metal supercondutor, entre as quais é depositada uma camada fina de isolante (normalmente óxido de alumínio).
O grupo da Dra. Shcherbakova relatou o uso de nióbio como os contatos para seus qubits de fluxo. O nióbio é frequentemente utilizado como contato e é depositado utilizando uma técnica de pulverização e empregando litografia óptica para padronizar os contatos. Um feixe de argônio pode então ser utilizado para reduzir a camada de óxido que se forma sobre os contatos. A amostra deve ser resfriada durante o processo de corrosão para evitar que os contatos de nióbio derretam. Neste ponto, as camadas de alumínio podem ser depositadas sobre as superfícies limpas de nióbio. O alumínio é então depositado em duas etapas a partir de ângulos alternados nos contatos de nióbio. Uma camada de óxido se forma entre as duas camadas de alumínio para criar a junção Josephson Al/AlOx/Al. Em qubits de fluxo padrão, 3 ou 4 junções Josephson serão padronizadas ao redor do laço.
Resonadores podem ser fabricados para medir a leitura do qubit de fluxo por meio de técnicas similares. O resonador pode ser fabricado por litografia de feixe de elétrons e corrosão iônica reativa de filmes finos de nióbio ou de um metal similar. O resonador pode então ser acoplado ao qubit de fluxo fabricando o qubit de fluxo na extremidade do resonador.